# زمین‌لغزش اکتبر ۲۰۱۷ ویتنام
زمین‌لغزش اکتبر ۲۰۱۷ ویتنام در اثر باران‌های موسمی و جاری شدن سیل گسترده در این کشور رخ داد که دست کم ۶۸ نفر جان باخته و ۳۴ تن نیز مفقود شده‌اند.

## تلفات و خسارات
در اثر سیل و طوفان که در مرکز و شمال ویتنام رخ داد ۶۸ تن جان باخته و ۳۴ تن دیگر مفقود شده‌اند. بیش از ۳۰ خانه زیر آب رفته، ۲۳۰۰۰۰ راس حیوان تلف شده و اراضی زیرکشت و زیرساخت‌ها آسیب دیده‌است.
به گفته مقامات دولت ویتنام استان هوا بین واقع در شمال این کشور بیشترین خسارت از سیل روز سه شنبه دیده‌است.

## اقدامات
حدود ۳۰۰ نیروی نظامی، پلیس و نیروی امنیتی نیز در جستجوی مفقودشدگان هستند.

## پیشینه
در ماه اوت ۲۰۱۷ نیز، سیل شدید در شمال ویتنام منجر به مرگ ۲۶ تن شد.